# Maentwrog
Maentwrog est un village et une communauté du Gwynedd, au pays de Galles.

## Géographie
Maentwrog est situé sur la rive gauche de la Dwyryd (en), à 8 km au sud-ouest de la ville de Blaenau Ffestiniog. Les routes A487 (en) et A496 (en) se croisent au nord du village.
La communauté de Maentwrog comprend aussi le village de Gellilydan (en).

## Démographie
Au recensement de 2011, la communauté de Maentwrog comptait 631 habitants.